# Missões diplomáticas do Butão

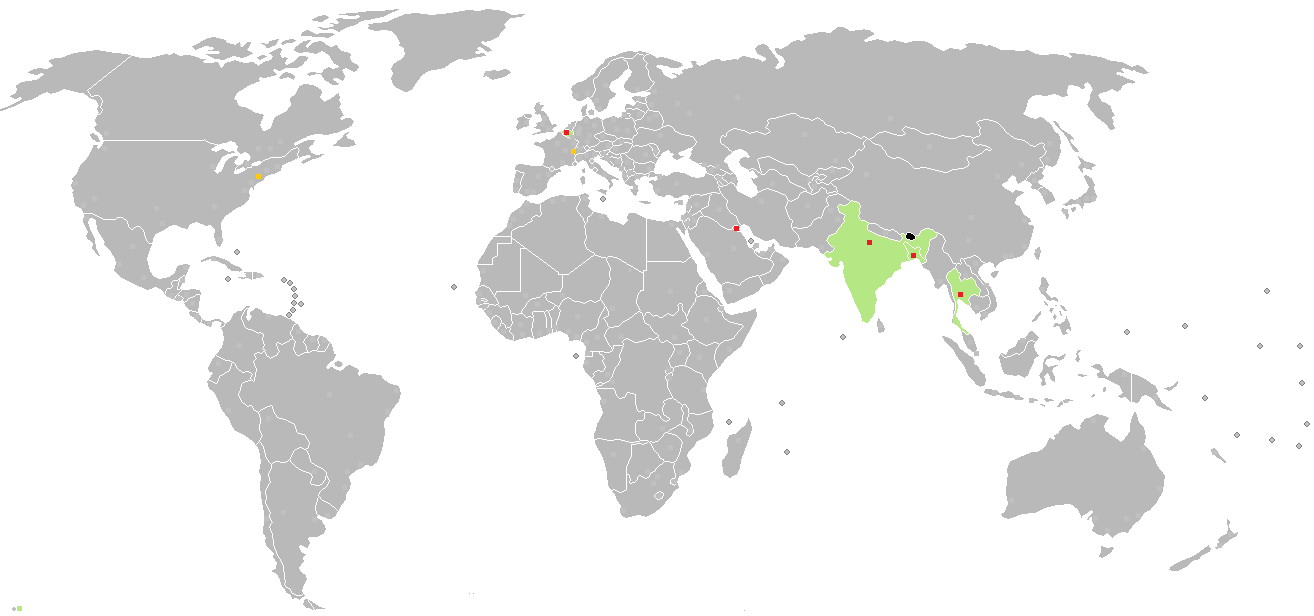
Mapa das missões diplomáticas de Butão.

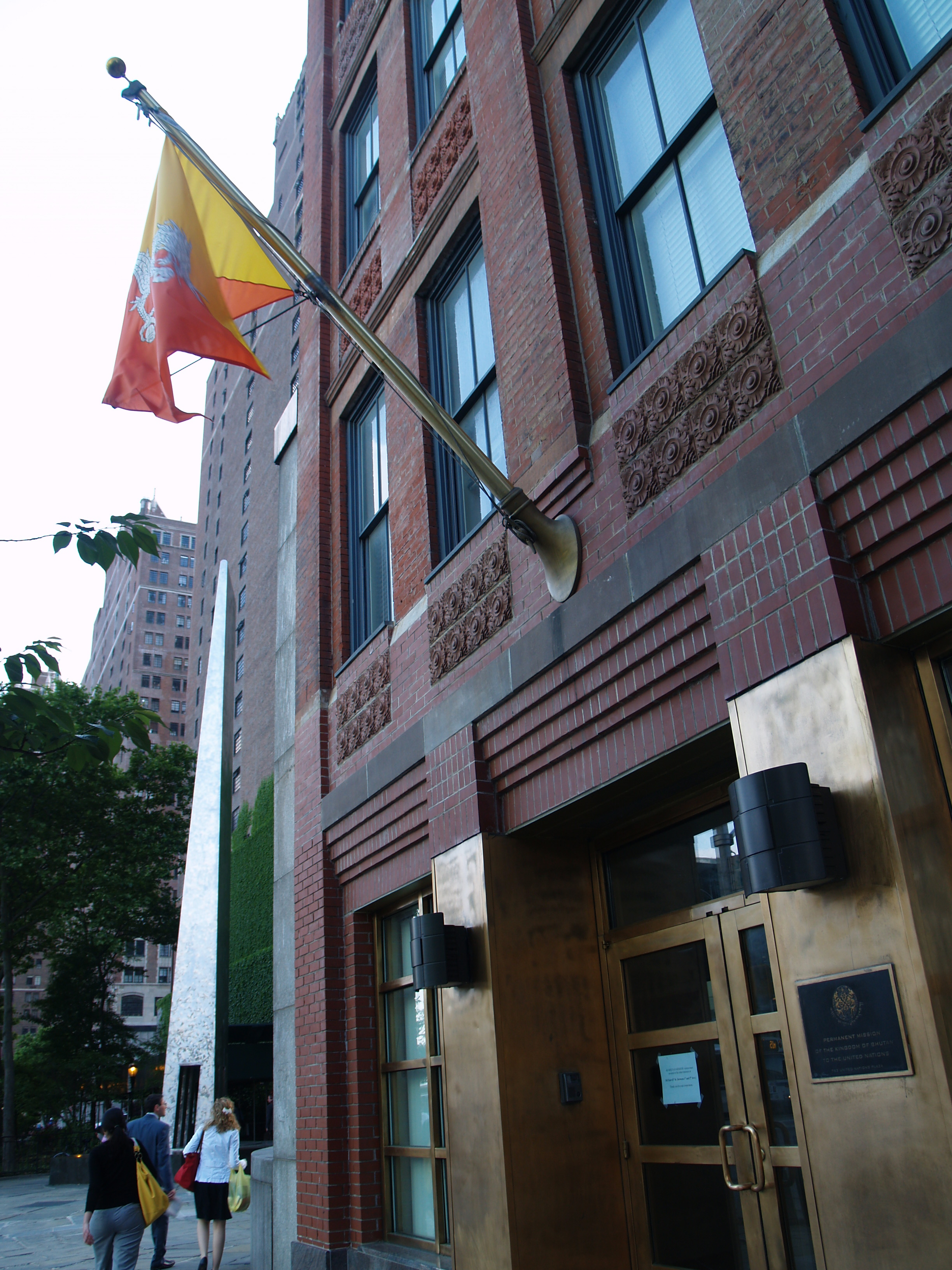
Missão permanente de Butão em Nova Iorque.

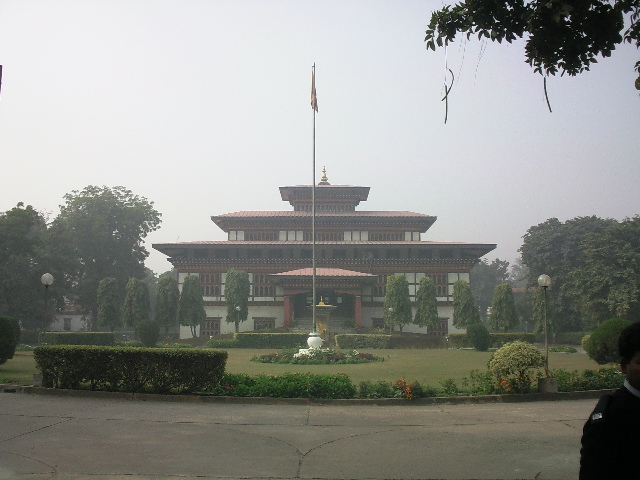
Embaixada de Butão em Nova Deli.

Esta é uma lista das missões diplomáticas de Butão. O pequeno reino do Himalaia sem litoral e isolacionista tem um número muito limitado de missões diplomáticas no exterior:

## Europa
- Bélgica
  - Bruxelas (Embaixada)

## Ásia
- Bangladesh
  - Daca (Embaixada)
- Índia
  - Nova Deli (Embaixada)
- Kuwait
  - Kuwait (Embaixada)
- Tailândia
  - Banguecoque (Embaixada)

## Organizações Multilaterais
- Genebra (Missão permanente de Butão ante as Nações Unidas)
- Nova Iorque (Missão permanente de Butão ante as Nações Unidas)